# Dale Wasserman
Dale Wasserman (* 2. November 1914 in Rhinelander, Wisconsin; † 21. Dezember 2008 in Paradise Valley, Arizona) war ein US-amerikanischer Schriftsteller. Er betätigte sich vorrangig als Dramatiker und Drehbuchautor für Film und Fernsehen. 

## Leben
Dale Wasserman wurde in Rhinelander, Wisconsin geboren und im Alter von neun Jahren Vollwaise. Er kam mit seinem älteren Bruder in ein Waisenhaus in South Dakota, bevor er Trebegänger wurde. Über diesen ihn prägenden Lebensabschnitt resümierte er später:

„I'm a self-educated hobo. My entire adolescence was spent as a hobo, riding the rails and alternately living on top of buildings on Spring Street in downtown Los Angeles. I regret never having received a formal education. But I did get a real education about human nature.“

„Ich bin ein autodidaktischer Überlebenskünstler und verbrachte meine Jugend als ein sich auf Güterzügen fortbewegender Wanderarbeiter, der sein Quartier gelegentlich auf den Gebäudedächern in der Spring Street in Downtown Los Angeles bezog. Ich bedauere nie eine normale Ausbildung erhalten zu haben. Stattdessen gewährte mir das Leben einen tiefen Einblick in die wahre Natur des Menschen.“

Wassermans erste Ehe mit der Schauspielerin Ramsay Ames wurde geschieden. In zweiter Ehe war er mit Martha Nelly Garza verheiratet, die die Rechte an seinen Werken hält. 
Er starb am 21. Dezember 2008 in Arizona im Alter von 94 Jahren an Herzversagen.

## Karriere
Mit 19 Jahren begann er seine Theaterlaufbahn als Regisseur, Produzent und Licht-Designer. Sein erstes Stück hieß Elisha und die langen Messer, das er für das Fernsehen schrieb. Mit zwei Stücken wurde er zu einem der meistgespielten amerikanischen Autoren: Der Mann von La Mancha und Einer flog über das Kuckucksnest.

## Werke

### Stücke
- 1963 Einer flog über das Kuckucksnest (One Flew Over the Cuckoo's Nest) basierend auf Ken Keseys gleichnamigem Roman von 1962.
- 2001 How I Saved the Whole Damn World
- Boy On Blacktop Road

### Musicals
- 1966 Man of La Mancha (Musik von Mitch Leigh und Texte von Joe Darion) gewann mehrere Tony Awards, darunter den für das beste Musical.

## Filmografie

### Drehbücher
- 1958 Die Wikinger (mit Calder Willingham), Kirk Douglas, Tony Curtis, Janet Leigh, Ernest Borgnine, Alexander Knox.
- 1963 Cleopatra (mit mehreren anderen)
- 1964 Quick, Before It Melts nach einer Komödie von Philip Benjamin, Regie: Delbert Mann, Hauptrollen George Maharis und Robert Morse.
- 1966 Gesicht ohne Namen (aka Woman Without a Face) nach einem Roman von Evan Hunter, inszenierte von Delbert Mann, Hauptrollen James Garner und Angela Lansbury.
- 1969 Eine Reise mit der Liebe und dem Tod (neu geschrieben von Hans Koningsberger), Regie: John Huston, mit Anjelica Huston als Claudia.
- 1972: Der Mann von La Mancha (Man of La Mancha)

### Fernsehstücke
- 1947 Kraft Television Theatre aka Kraft Mystery Theatre aka Kraft Theatre
- 1948 Studio One aka Westinghouse Studio One
- 1953 Kraft Television Theatre aka Pond’s Theater
- 1955 Matinee Theatre — "Elisha and the Long Knives"
- 1955 Matinee Theatre — Fiddlin' Man, "The Man That Corrupted Hadleyburg", "The Milwaukee Rocket"
- 1956 Climax!... aka Climax Mystery Theater—"The Fog" (keine Beziehung zum Film von John Carpenter)
- 1956 The Alcoa Hour — "Long After Summer"
- 1957 The O. Henry Playhouse — "The Gentle Grafter"
- 1959 The DuPont Show of the Month. I, Don Quixote (TV-Episode)
- 1960 The Citadel (Adaptation)
- 1960 Armstrong Circle Theatre — Engineer of Death: The Eichmann Story
- 1961 The DuPont Show of The Month: The Lincoln Murder Case (Wasserman wurde für dieses Fernsehstück zum einzigen Mal für einen Emmy nominiert)
- 1961 The Power and the Glory
- 1962 G.E. True — "Circle of Death "
- 1963 The Richard Boone Show (NBC)
- 1967 Long After Summer aka Boy Meets Girl
- Perchance to Dream
- Aboard the Flying Swan (basierend auf Stanley Wolperts gleichnamigem Buch)

## Buch
- 2003 The Impossible Musical: The "Man of la Mancha" Story